# اسقف‌نشین انگلیکان منچستر
اسقف‌نشین انگلیکان منچستر (انگلیسی: Anglican Diocese of Manchester) بخشی تشکیل دهنده از استان یورک کلیسای انگلستان در کشور انگلستان است. این اسقف‌نشین که در سال ۱۸۴۷ میلادی تأسیس شده‌است, شامل ۳۵۳ کلیسا می‌باشد و مرکز آن کلیسای جامع منچستر است.